# Гименей (Куцумалис)
Митрополи́т Гимене́й (греч. Μητροπολίτης Υμέναιος, в миру Константи́нос Куцума́лис греч. Κωνσταντίνος Κουτσουμάλης; 1915, Имврос, Османская империя — 1994) — епископ Иерусалимской православной церкви, митрополит Вострский (1985—1994).

## Биография
Родился в 1915 году на Имвросе в Османской империи.
В 1937 году был пострижен в монашество, а в 1942 году рукоположен в сан иеромонаха.
29 января 1968 года был рукоположен в сан епископа и возведён в достоинство архиепископа Лиддского.
31 января 1985 года назначен митрополитом Вострским.
Скончался в 1994 году.